# Сосницовице (гмина)
Сосницовице (пол. Sośnicowice) — городско-сельская гмина (волость) в Польше, входит как административная единица в Гливицкий повет, Силезское воеводство. Население — 8189 человек (на 2004 год).

## Демография
| Перепись                       | Всего   | Всего | Женщины | Женщины | Мужчины | Мужчины |
| ------------------------------ | ------- | ----- | ------- | ------- | ------- | ------- |
| Единицы                        | человек | %     | человек | %       | человек | %       |
| Население                      | 8189    | 100   | 4231    | 51,7    | 3958    | 48,3    |
| Плотность населения (чел./км²) | 70,4    | 70,4  | 36,4    | 36,4    | 34,1    | 34,1    |

## Поселения
В состав гмины входит её центр город Сосницовице, а также следующие солецтва:
1. Барглувка
2. Козлув
3. Ланы-Вельке
4. Раховице
5. Сераковице
6. Смольница
7. Творуг-Малы
8. Трахы

Кроме того, имеется ряд населённых пунктов, не имеющих статуса солецтв:
1. Весола
2. Гаювка
3. Замосце
4. Кузничка
5. Нова-Весь
6. Подлесе
7. Сераковички